# Język maridan
Język maridan (maridański, meridański) – niemal wymarły aborygeński język z grupy bringeńskiej języków Daly. Był używany na terenach Terytorium Północnego Australii w południowo-zachodnim rejonie miasta Darwin, na północnych obszarach nad rzeką Moyle i we wschodniej części Magadige.